# 亚洲狂蛛
亚洲狂蛛（学名：Zelotes asiaticus），又称辉黑蜘蛛，为蛛形纲平腹蛛科狂蛛属的一种节肢动物。亚洲狂蛛栖息于草坡，习性敏感。